# Mitchell Corporation
Pour les articles homonymes, voir Mitchell.
Mitchell Corporation (株式会社ミッチェル) était un studio japonais de développement de jeux vidéo fondé en 1960 et fermé en 2012, spécialisé dans les jeux de puzzle, et situé dans l'arrondissement de Suginami à Tokyo.

## Description
Développant principalement sur des bornes arcade et sur Nintendo DS, la compagnie est à l'origine de jeux comme Polarium, Actionloop (Magnetica) ou encore Puzz Loop (Ballistic).

## Jeux développés

### Arcade
- Mad Motor (1989)
- Poker Ladies (1989)
- Pang (Pomping World, Buster Bros) (1989)
- Super Pang (Super Buster Bros) (1990)
- Mahjong Ikaga Desu ka (Mahjong How Are You) (1991?)
- Funky Jet (1992)
- Pang Pom's (1992)
- Chatan Yarakuu Shanku (The Karate Tournament) (1992)
- Double Wings (1993)
- Moeyo Gonta!! (Lady Killer) (1993)
- Mirage Youjuu Mahjongden (Demon Mirage Mahjong) (1994)
- Super-X (1994)
- Charlie Ninja (1995)
- Ganbare! Gonta!! 2 (Party Time: Gonta the Diver II) (1995)
- Pang! 3 (1995)
- Sotsugyo Shousho (Graduation Certificate) (1995)
- Osman (Cannon Dancer) (1996)
- Sankokushi (Three Engraved Intentions) (1996)
- Puzz Loop (Ballistic) (1998)
- Mighty! Pang (2000)
- Janpai Puzzle Choukou (Yangtze River Mahjong Tile Puzzle) (2001)
- Puzz Loop 2 (2001)
- Gamshara (Daredevil) (2003)
- Kono e-Tako (This Good Octopus) (2003)

### Consoles
- Super Pang (1992, Super Nintendo)
- Buster Bros. Collection (1997, PlayStation)
- Puzz Loop (Ballistic) (1999, Game Boy Color, Neo-Geo Pocket Color, Nuon, PlayStation)
- Polarium (Chokkan Hitofude) (2004, Nintendo DS)
- Polarium Advance (Tsuukin Hito-fude) (2005, Game Boy Advance)
- Actionloop (Shunkan PuzzLoop, Magnetica) (2008, Nintendo DS)
- Magnetica Twist  (2008, WiiWare)
- Sujin Taisen: Number Battles (2009, DSiWare)
- Wakugumi (2009, DSiWare)
- Pang: Magical Michael (2010, Nintendo DS)
- Tokyo Crash Mobs (2012, eShop 3DS)